# Василь Ілляшевич
Василь Ілляшевич (лат. Basilius Ilaszewicz) — львівський міський райця, бурмистр міста (1763, 1765, 1766, 1769) та війт (1773—1774, 1776—1779). Другий після Георгія Коція греко-католик, обраний бурмистром Львова після унії галицьких русинів з Римом в 1700 році.

Писар консисторії при соборі Св. Юра, суддя.